# Oecetis melanthios
Oecetis melanthios is een schietmot uit de familie Leptoceridae. De soort komt voor in het Oriëntaals gebied.
De soort werd voor het eerst beschreven in 2004 door Hans Malicky en Porntip Chantaramongkol.